# Eficiência termodinâmica
Na termodinâmica, a eficiência, simbolizada por ({\displaystyle \eta }), é uma medida do desempenho de uma máquina térmica. Maior eficiência significa transformar a maior parte possível da energia disponível em trabalho, que é o interesse de qualquer máquina térmica. Simboliza a fração do calor fornecido ao sistema que é convertido em trabalho líquido e, é definida matematicamente por:
{\displaystyle \eta \equiv {\frac {W}{Q_{Q}}}}
onde
{\displaystyle Q_{Q}} é a quantidade de calor fornecido ao ciclo pelo reservatório de alta temperatura e {\displaystyle W} é o valor absoluto do trabalho mecânico realizado por um ciclo termodinâmico, definido pela diferença entre o calor que entra na máquina e o que é liberado para a fonte fria ({\displaystyle Q_{F}}), assim:
{\displaystyle W=Q_{Q}-Q_{F}}
Substituindo na fórmula da eficiência, podemos reescrevê-la da seguinte forma: 
{\displaystyle \eta ={\frac {Q_{Q}-Q_{F}}{Q_{Q}}}\Rightarrow \eta =1-{\frac {Q_{F}}{Q_{Q}}}}

## História
Em 1824, o físico francês Sadi Carnot derivou a eficiência térmica para uma máquina térmica ideal como sendo uma função da temperatura de seus reservatórios frios e quentes:
{\displaystyle \eta \equiv {\frac {T_{Q}-T_{F}}{T_{Q}}}}
onde
{\displaystyle T_{Q}} é a temperatura do reservatório quente;
{\displaystyle T_{F}} é a temperatura do reservatório frio.
Ambas as temperaturas são absolutas, logo, em Kelvin.
A equação demonstra que maiores níveis de eficiência são obtidos com um maior gradiente de temperatura entre os fluidos quentes e frios. Na prática, quanto mais quente o fluido, maior será a eficiência do motor.

## Máximo rendimento
O calor que sai da máquina, nunca é zerado, logo, a eficiência da máquina nunca será 100%, já que {\displaystyle Q_{Q}} e {\displaystyle Q_{F}} são grandezas positivas. Para provar que o rendimento nunca será máximo, podemos mostrar que o rendimento de Carnot nunca é 100% e, depois, que nenhuma máquina pode ultrapassar o rendimento desta.
Pela equação {\displaystyle \eta =1-{\frac {T_{F}}{T_{Q}}}}  vemos que só seria possível uma eficiência igual a 1 (100%), se a temperatura da fonte fria fosse 0 ou a da fonte quente infinita, duas situações impossíveis, já que as temperaturas são em Kelvin.
Nenhuma máquina térmica pode ter eficiência maior que a máquina de Carnot, se isso fosse possível, ela violaria a Segunda lei da termodinâmica, o que pode ser provado da seguinte forma:
Supomos {\displaystyle e_{c}} a eficiência de Carnot e {\displaystyle e_{x}} a eficiência de uma máquina maior que {\displaystyle e_{c}}. Acoplamos essa máquina com {\displaystyle e_{x}} a um refrigerador de Carnot, onde {\displaystyle Q_{C}^{X}} seria o calor que sai da máquina x e é utilizado pelo refrigerador. Se {\displaystyle e_{x}>e_{c}}, então: {\displaystyle {\frac {W}{Q_{Q}^{X}}}>{\frac {W}{Q_{Q}^{C}}}}, onde {\displaystyle Q_{Q}^{C}} é o calor desperdiçado pelo refrigerador de Carnot e utilizado pela máquina. Desta forma, {\displaystyle Q_{Q}^{C}>Q_{Q}^{X}}, o que é impossível, pois a máquina deveria receber mais calor do que o que o refrigerador é capaz de liberar. Assim, a maior eficiência possível de uma máquina térmica é a de Carnot, que, como provado anteriormente, é sempre menor que a unidade, logo, não existe máquina térmica perfeita com eficiência de 100%.